# Seuthopolis
Seuthopolis (z řečtiny: „Seuthovo město“, bulharsky Sevtopolis) byla založena thráckým králem Seuthem III. Kolem roku 320 př. n. l. se stala hlavním městem odryského království. Jedná se o malé město postavené na místě dřívějšího osídlení. Zároveň je také do dnešní doby nejlépe zachovaným thráckým městem. Jeho pozůstatky se dnes nacházejí na dně přehrady Koprinka v regionu Kazanlak v provincii Stara Zagora v centrálním Bulharsku. Bylo objeveno roku 1948 při stavbě výše zmiňované přehrady. Po dokončení výzkumů v roce 1954 bylo rozhodnuto o pokračování stavebních prací a údolí s městem bylo následně zatopeno.

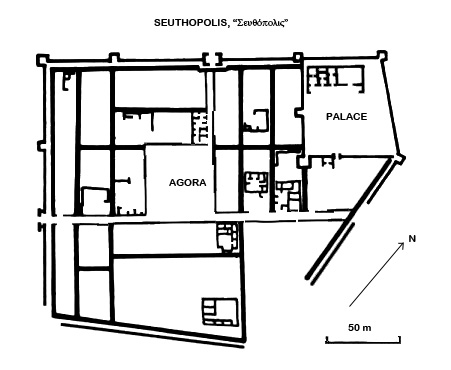
Seuthopolis

V roce 2005 byl vytvořen projekt zpřístupnění veřejnosti. Počítá se s vybudováním hráze kruhovitého půdorysu o průměru 420 metrů kolem celého sídliště a posléze s jeho novým odkrytím. Celá stavba by měla přijít minimálně na 50 milionů eur.

## Charakteristika lokality
Naleziště je tvořeno dvěma historickými vrstvami – středověkou do hloubky 0,5 metru a antickou do hloubky 1,8 metru. Antická vrstva se skládá ze tří dalších vrstev. První, nejstarší, je z období vlády Filipa II. Makedonského. V této době zde stála již zmiňovaná menší osada na místě pozdějšího královského paláce. Datace této vrstvy byla provedena především na základě mincovních nálezů.
Druhá vrstva pochází z přelomu 4. a 3. století a nachází se v hloubce 0,6–0,7 metru. Je poměrně tenká, což připomíná krátkou existenci města. Kolem roku 282 př. n. l. bylo vypleněno Kelty. Území zůstalo pod keltskou nadvládou po dobu asi osmdesáti let, kdy Thrákové Kelty vypudili. V regionu Kazanlak se na lokalitě Tulovo také nacházelo keltské hlavní město Tille. Výše zmiňovaná vrstva představuje nově založené město postavené v krátké době podle klasického hippodamovského systému s helénistickými prvky a ohrazené hradbami.
Třetí, poslední, a taktéž tenká vrstva je z poloviny prvního století, kdy se místní obyvatelé neúspěšně pokusili o obnovu města. Z římského období není známo žádné osídlení. Ojediněle se objevují mincovní nálezy, které ale nejspíš pocházejí z okolních vesnic.
Seuthopolis je město, které je v mnoha ohledech srovnatelné s řeckými demokratickými poleis. Zároveň ale představuje také helénistické prvky, jako je královský palác, a thrácké prvky, jako jsou například krbové oltáře. Ty jsou známé například i z řeckého emporia Pistiros. Je tedy patrné, že jeho stavitelé byli z velké míry ovlivněni řeckou kulturou a snažili se ji napodobit.

## Název lokality
Název města byl zjištěn v roce 1953, kdy zde byl objeven nápis na mramorové desce o rozměrech 63 x 37 cm. Jedná se o první nalezený oficiální thrácký dokument. Obsahuje smlouvu dvou důležitých lidí. Celkem existovaly čtyři kopie dokumentu, dvě v Seuthopoli a dvě v horské pevnosti Kabyle blízko města Jambol v centrálním Bulharsku. Tento způsob rozmístění smlouvy napodobuje řecký způsob ukládání důležitých dokumentů na základě demokratických principů.
Démosthenés ve své Řeči o věcech chersonéských (řecky: Περι των εν Χερρονησω) z roku 341 př. n. l. mluví o Kabyle jako o „špinavé díře“. Nalezený nápis ale tvrdí přesný opak. Město Kabyle (Καβυλη) je podle něj uváděno jako hrad s agorou s Apollónovým oltářem a Artemidiným chrámem (tzv. Φοσφοριον). Taktéž se zde mluví o Seuthopoli (Σευθοπολισ), jako o městě s chrámem velkých bohů (Θεοι Μεγαλοι) a Dionýsovým oltářem.

## Opevnění
Opevněná část sídliště zabírá plochu asi 5 ha a hradby mají půdorys nepravidelného pětiúhelníku. Jejich šířka je dva metry s výjimkou jižní části, jejíž šířka je pouze 1,8 m. Je to z toho důvodu, že město mělo z této strany přirozenou ochranu – řeku Tundža. Opačný případ avšak nastal na severozápadě, kde žádná přirozená obrana nebyla. Zde se před hradbami rozkládala pouze pole, proto je v této části zeď zesílená. Uprostřed se nachází hlavní brána tvořená obdélnou věží se dvěma vchody. Menší brána byla umístěna i na západě. Město je ze severozápadní strany chráněno ještě dalšími čtyřmi věžemi – dvěma nalevo od brány a dvěma napravo. Z jihozápadní strany od řeky jsou hradby doplněny pouze o bastiony. Nejlépe byl chráněn východní roh hradeb, protože se nacházel na velmi strmém břehu řeky.
Co se týče způsobu výstavby, hradby stály na základech z plochých kamenů. U země byly tvořeny dvěma řadami větších vystupujících kamenů většinou nepravidelného tvaru. Na nich pak stála hradba postavená z cihel. Horní část byla ze dřeva. Tuto skutečnost dokazují nálezy železných hřebů, které spojovaly její nosné trámy. Obránci se sem mohli dostat po dřevěných schodech.

## Pevnost a palác
Královská pevnost se rozkládá v severní části města a zabírá část severozápadní hradby a celou severovýchodní hradbu. Její hradby jsou doplněny pěti věžemi, z nichž jižní chrání vstupní bránu (propylon) a zároveň přehlížela velké centrální nádvoří. Na tomto nádvoří stávala na mramorovém podstavci bronzová socha Seutha III. Po panovníkově smrti byla její hlava podle orfického rituálu umístěna sedm metrů před vchod dnešního tumulu Goljama Kosmatka poblíž lokality Šipka, kde byl pravděpodobně kolem roku 313 př. n. l. poražen armádou Lysimacha Makedonského. Podle novodobých teorií se však místo porážky nachází na lokalitě Aitos – Provadia v severovýchodním Bulharsku. Díky opevnění ze všech stran a umístění na menší vyvýšenině (0,5 metru nad městem) byla pevnost chráněna proti vnějším i vnitřním nebezpečím. Zároveň je ale její umístění poměrně nevýhodné, protože se nachází na nejzranitelnější straně města. Pravděpodobně je to proto, že se stavitelé cítili poměrně v bezpečí před útoky nepřátel.
V severozápadní části pevnosti se nacházel královský palác. Tato budova byla nejlépe vyzdobenou a nejbohatší v celém městě. Její stěny byly pokryty čtyřmi vrstvami směsi vosku a mramorového prachu, takže svým leskem dodávaly zdání, jako by byly z mramoru. Na své delší straně měl palác pronaos, který se otevíral do dvora.
Seuthopolis nebyla opravdovou polis, ale spíše sídelním městem krále Seutha III. a jeho dvora. Jeho palác měl dvojí roli. Kromě oficiálního panovníkova sídla byl také svatyní skupiny thráckých chtonických (podzemních) božstev zvaných Kabeirové (řecky Kabeiroi). Tyto dvě funkce paláce ukazují, že Seuthes III. byl králem a knězem v jedné osobě. Byl nejvyšším knězem Kabeirů mezi odryskými Thráky. Kabeirové byli spojováni s ohněm, metalurgií a řeckým bohem Héfaistem. Uprostřed hlavní haly – svatyně a také ve vedlejší místnosti stál krbový oltář. Zde byl nalezen i výše zmiňovaný nápis.

## Městská zástavba
Městskou zástavbu tvořily, na rozdíl od řeckých poleis, především úřední budovy a pravděpodobně obytné domy thrácké aristokracie celkem pro asi 50 až 60 rodin. Obyčejní obyvatelé žili mimo prostor města ohrazený hradbami. Veškeré stopy po výrobní činnosti a životě obyčejných lidí byly nalezeny zde.
Město je rozděleno do pravidelných insul s domy o téměř stejných rozměrech. Pouze jeden dům (dům č. I.) je větších rozměrů a má uvnitř peristylní dvůr. Město bylo dále vybaveno kanalizací vedoucí pitnou vodu a každý dům měl svoji studnu. Ulice byly přímé a jejich síť byla pravoúhlá. Agora zabírala plochu dvou insul (2200 m2). Zde, poblíž Dionýsova oltáře měla být vystavena druhá kopie výše zmiňované smlouvy. Má oproti helénistickým městům neobvyklé rozměry a je větší, než například agora v Pergamu. Otázkou zůstává, proč bylo město postaveno podle pravidelného plánu se stejně velkými insulami a domy. Jeho obyvatelé mohli být stejného společenského postavení, stejně jako v řeckých demokratických poleis.

## Pohřebiště
Pohřebiště města je tvořeno cihlovými hrobkami typu tholos, z nichž některé jsou překryty mohylou. V těchto hrobkách byli pohřbeni příslušníci aristokracie, často se svými koňmi. Dále byli tito mrtví vybaveni šperky a exportní keramikou, zvláště řeckými exportními amforami, ale také thráckou keramikou vytáčenou na kruhu napodobující řecké tvary. Ostatní lidé byli většinou spáleni a pohřbeni s prostou výbavou.